# Danhatchia
Danhatchia es un género monotípico de orquídeas parásitas. Tiene una única especie: Danhatchia australis (Hatch) L.A.Garay & E.A.Christenson. Es originaria del norte de Nueva Zelanda.

## Descripción
Es una especie endémica de Nueva Zelanda. Surge de un rizoma, con hojas parásitas, asociada al Nikau y / o a Beilschmiedia tarairi, y que carecen de clorofila, aunque de vez en cuando los cloroplastos de las células de las brácteas sugieren que la especie ha evolucionado a un color verde normal como planta de hoja ancha. Los tallos son de color rosado a marrón oscuro, con varias brácteas incoloras.
Florece de diciembre a febrero, y las flores raramente se abren, pero cuando lo hacen, permanecen abiertas durante 2-3 semanas. Los sépalos y pétalos tienen color crema.

## Sinónimos
- Yoania australis Hatch, Trans. Roy. Soc. New Zealand, Bot. 2: 185 (1963).[1]